# Marseille-Lyon
Marseille-Lyon was een Franse eendaagse wielerwijdstrijd. Tussen 1911 en 1939 zijn in totaal 25 edities gereden

## Lijst van winnaars

### Meervoudige winnaars
| Overwinningen | Renner         | Land      | Jaren       |
| ------------- | -------------- | --------- | ----------- |
| 2             | José Pelletier | Frankrijk | 1921 + 1922 |
| 2             | Pierre Cloarec | Frankrijk | 1938 + 1939 |

### Overwinningen per land
| Zeges | Land                  |
| ----- | --------------------- |
| 19    | Frankrijk             |
| 4     | België                |
| 1     | Oostenrijk, Duitsland |